# Kraljevski luk
Slobodno zidarstvo Kraljevskog luka (engl. Royal Arch Masonry) predstavlja prvu dodatnu organizacijsku jedinicu američkog sustava Yorčkog obreda (York Rite), u sustavu slobodnog zidarstva, koja dodjeljue četiri viša stupnja. Članovi se sastaju kao kapitel, što je ekvivalent masonskoj loži. Stupnjevi koji se izvode u kapitelima kraljevskog luka poznati su kao kapitelski stupnjevi (Capitular Degrees).
Slobodni zidari moraju prethodno dosegnuti treći stupanj – tj. postati majstori – u svojoj matičnoj loži prije nego što se mogu prijaviti za članstvo u kapitelu kraljevskog luka.
Izvan sustava Yorčkog obreda postoje slična suverena tijela, Vrhovni red kraljevskog luka i Red majstora znaka, koji su neovisni jedan o drugom. Oba sustava, Yorčki i suvereni, u velikoj mjeri su slična u svojoj praksi, iako postoje razlike u strukturi stupnjeva. 

## Struktura stupnjeva
Unutar Yorčkog obreda u kapitelu kraljevskog luka dodjeljuju se četiri viša stupnja:
- majstor znaka (engl. Mark Master Mason)
- (virtualni) bivši majstor[a] ([Virtual] Past Master)
- najuzvišeniji majstor (Most Excellent Master)
- kraljevski luk (Royal Arch Mason)

### Majstor znaka
Stupanj Majstora znaka predstavlja jedan od istaknutih stupnjeva u sustavu slobodnog zidarstva, čije se podrijetlo tradicionalno povezuje s obrtničkim ceremonijama registracije majstorskog znaka u razdoblju kada su operativni zidari aktivno sudjelovali u izgradnji hramova. S vremenom, ovaj se stupanj razvio u zaseban i potpun stupanj unutar simboličkog sustava slobodnog zidarstva, u obliku u kojem je poznat i danas. Pojedini istraživači smatraju da je upravo stupanj majstora znaka najstariji među svim stupnjevima, te da možda kronološki prethodi ostalima. U suvremenom kontekstu visoko je cijenjen među slobodnim zidarima zbog naglaska na moralnim i praktičnim vrijednostima koje se mogu primijeniti u različitim životnim okolnostima. U određenim nadležnostima, značaj ovog stupnja prepoznat je do te mjere da su ga pojedine velike lože stavile pod nadležnost zasebnog upravnog tijela – tzv. velike lože majstora znaka, čime se dodatno naglašava njegova važnost i autonomija unutar šireg slobodnozidarskog okvira.
Legenda vezana uz ovaj stupanj utemeljena je na biblijskim tekstovima koji se odnose na razdoblje izgradnje Salomonova hrama na Morijskoj gori u Svetom gradu Jeruzalemu. U SAD-u ritual ovoga stupnja smješten je neposredno nakon smrti velikog majstora Hirama Abifa.

### Bivši majstor
Stupanj Bivšeg majstora podučava kandidata važnoj lekciji: da mora najprije naučiti slušati prije nego što može zapovijedati, upravljati samim sobom prije nego što može upravljati drugima, te vladati s umjerenošću i dostojanstvom. Ovaj stupanj nastao je iz povijesne potrebe – naime, stupanj Kraljevskog luka izvorno su u simboličkim ložama mogli primiti isključivo članovi koja su prethodno bili postavljeni kao starješine svojih loža. Kako su velike lože s vremenom odlučile da veći broj članova treba imati pristup znanju sadržanom u stupnju Kraljevskog luka, veliki majstor bi povremeno izdavao posebne ovlasti kojima bi omogućio da član "prođe kroz dužnost", tj. da bude simbolički i privremeno postavljen za starješinu svoje lože. Taj bi čin uključivao izvođenje jednog ili više ceremonijalnih radnji (primjerice, provođenje glasovanja, prepoznavanje člana i sl.). Upravo kako bi se omogućilo svim dostojnim slobodnim zidarima da prime stupanj Kraljevskog luka i da se postupak pristupanja tom stupnju ujednači, uveden je stupanj Bivšeg majstora.

### Najuzvišeniji majstor
Stupanj Najuzvišenijeg majstora predstavlja američku inovaciju unutar sustava slobodnog zidarstva i ističe se kao jedan od najspektakularnijih ritualnih stupnjeva. Njegova posebnost leži u snažnom simboličkom fokusu na dovršetak i posvećenje Hrama kralja Salomona, smještenog na Morijskoj gori u Svetom gradu Jeruzalemu, koji u slobodnozidarskoj tradiciji zauzima središnje mjesto kao temeljna metafora duhovne izgradnje i prosvjetljenja. Za razliku od drugih stupnjeva koji obrađuju različite aspekte gradnje Hrama, ovaj stupanj jedini intenzivno usmjerava pažnju upravo na njegovo dovršenje, čime simbolički zaokružuje temeljnu temu simbolizma slobodnog zidarstva.
Oslanjajući se na biblijske zapise iz Drugoj knjizi Ljetopisa, poglavlja 6 i 7, te Prve knjige o Kraljevima, poglavlja 7 i 8, ovaj stupanj prikazuje svečanu proslavu dovršenja Hrama, njegov završni arhitektonski čin i postavljanje svetih predmeta u Svetinju nad svetinjama, dok istodobno izražava tugu zbog smrti velikog majstora Hirama Abifa.
U Engleskoj ovaj stupanj dodjeljuje koncil kraljevskih i odabranih majstora, tj. koncil kripte, uz tri svoja stupnja.

### Kraljevski luk
Stupanj Kraljevskog luka smatra se vrhuncem staroga slobodnog zidarstva i središnjim izrazom simbolizma slobodnog zidarstva. Često je opisan kao korijen i srž slobodnog zidarstva, jer objedinjeno prikazuje temeljne duhovne i povijesne aspekte tradicije. Tematski je utemeljen na događajima iz hebrejske povijesti, u razdoblju nakon razorenja Jeruzalema i Svetoga hrama te babilonskog sužanjstva. Kandidat u ovom stupnju simbolično se pridružuje skupini oslobođenih zarobljenika koji se vraćaju u svoju domovinu kako bi sudjelovali u obnovi grada i Božjega hrama. Tijekom tog procesa simboličke obnove, dolazi do značajnog otkrića — pronalaska davno izgubljene riječi, što se u slobodnom zidarstvu tumači kao ponovno stjecanje duhovne istine i unutarnjeg znanja. Stupanj osobitu važnost ima za one slobodne zidare koji teže zaokružiti svoje simboličko obrazovanje unutar drevne tradicije. On pruža dublje razumijevanje prethodnih stupnjeva i razotkriva puninu simboličkog značenja slobodnog zidarstva. U nekim tradicijama, tek se postizanjem ovog stupnja smatra da je slobodni zidar u potpunosti zaslužio naziv majstora, jer mu je otkriveno "svjetlo" koje zaokružuje slobodnozidarski sustav u skladu s njegovim izvornim planom.
Ritual prikazuje povijest židovskog naroda, započinjući u nekima od njegovih najmračnijih trenutaka. Grad Jeruzalem i Sveti hram, koji su izgradili kraljevi Salomon i Hiram te veliki majstor Hiram Abif, uništeni su 586. pr. Kr. Narod Izraela tada je odveden u ropstvo u Babilon. Četrdeset osam godina kasnije, prema događajima iz Knjige Ezra, pojavljuje se tračak nade, iako put ostaje izazovan. U ovom kontekstu, član simbolično slijedi Zorobabela, koji je oslobođen zahvaljujući Ediktu obnove što ga je izdao kralj Kir II. Veliki, s ciljem povratka u domovinu i sudjelovanja u plemenitom i slavnom zadatku ponovne izgradnje Hrama Božjega i grada Jeruzalema.

## Počasni redovi

### Red prvosvećenstva
Red prvosvećenstva (engl. Order of High Priesthood) je udruga bivših i sadašnjih prvosvećenika lokalnih kapitela Kraljevskog luka. Također poznata je kao starješinski stupanj koji se dodjeljuje onima koji su izabrani da vode lokalni kapitel.

## Povijest stupnjeva
Točno podrijetlo četiri kapitelska stupnja u njihovu današnjem obliku, kao dijela Yorčkog obreda, nije poznato.

### Majstor znaka
Stupanj Majstora znaka smatra se produžetkom stupnja pomoćnika. Podrijetlom je iz Engleske, a vjeruje se da je u Yorčki obred ušao preko doseljenika iz Škotske i Palestine.
Prvi zapis o slobodnom zidarstvu znaka u Engleskoj je iz 1769. godine kada je Thomas Dunckerley, kao provincijski veliki nadstojnik, dodijelio stupnjeve zidara znaka i majstora znaka na Kapitelu kraljevskog luka u Portsmouthu.
U Engleskoj i Walesu kao samostalni stupanj majstor znaka dodjeljuje se isključivo u ložama majstora znaka kojima upravlja Velika loža majstora znaka smještena u Mark Masons' Hallu u Londonu.
U Irskoj je stupanj majstora znaka i dalje obavezan za pristupanje kapitelu kraljevskog luka. Kapitel se u tom kontekstu sastaje kao "loža znaka", u kojoj se kandidatu dodjeljuje stupanj majstora znaka, čime on postaje podoban za uzvišenje u Kraljevski luk na nekoj od idućih sjednica. U irskom sustavu, loža znaka i kapitel kraljevskog luka djeluju pod istom osnivačkom poveljom.
U Škotskoj se stupanj majstora znaka još uvijek dodjeljuje unutar simboličke lože. Također se može dodijeliti i u kapitelu kraljevskog luka kao uvjet za uzvišenje u stupanj kraljevskog luka. Ako kandidat koji pristupa škotskom kapitelu već posjeduje stupanj majstora znaka iz svoje simboličke lože, tada će se najprije priključiti loži znaka unutar kapitela, a potom pristupiti stupnjevima najuzvišenijeg majstora i kraljevskog luka.

### Bivši majstor
Zapisnik Kapitela kraljevskog luka "Sv. Andrija" (St. Andrew's Royal Arch Chapter) od 30. travnja 1793. godine navodi da je tzv. stupanj Uzvišenijeg možda evoluirao u stupanj Bivšeg majstora, te da je sličan stupanj pod tim imenom dodijeljen još 1790. godine u Kapitelu "Kralj Kir" (King Cyrus Chapter) u Newburyportu, Massachusetts.
Stupanj bivšeg majstora bio je već uspostavljen do 1797. godine te se spominje u nekoliko ritualnih priručnika toga doba. Uključen je kao jedan od četiri stupnja u tzv. Webbovom Monitoru iz 1797., a pojavljuje se i u priručniku Jeremyja Crossa iz 1826. godine.

### Najuzvišeniji majstor
Stupanj Najizvrsnijeg majstora smatra se američkog podrijetla, iako su američki autori 
Everett R. Turnbull i Ray V. Denslow iznijeli tezu da je riječ tek o preraspoređenju već postojećeg ritualnog materijala. Prema njima, prvi spomen ovog stupnja pod njegovim današnjim imenom zabilježen je 28. kolovoza 1769., kada je dodijeljen Williamu S. Davisu u Kapitela kraljevskog luka "Sv. Andrija" u Bostonu. Autori također navode da su stupnjevi tog tipa potekli iz loža koje su djelovale prema Irskoj konstituciji.
U zapisnicima Kapitela "Sv. Andrija" također se spominje postojanje tzv. Nadizvrsnog stupnja (Super Excellent), koji nestaje iz evidencije nakon 21. prosinca 1797., što je potaknulo pretpostavke da je možda prerastao u stupanj Najizvrsnijeg majstora, koji se prvi put pod tim nazivom ponovno pojavljuje 21. veljače 1798. godine.
Navode se i sličnosti između ovog stupnja i materijala iz 19. stupnja Ranog velikog obreda Škotske (Early Grand Rite of Scotland), što je dodatno učvrstilo zaključak da stupanj Najizvrsnijeg majstora potječe upravo iz te škotske ritualne tradicije.

### Kraljevski luk

#### Podrijetlo i rani razvoj
Što se tiče stupnja Kraljevskog luka, Turnbull i Denslow ističu da je riječ o "najpoznatijem i najčešće spominjanom stupnju u sustavu slobodnog zidarstva", budući da je izvorno bio sastavni dio trećeg stupnja sve do stvaranja Ujedinjene velike lože Engleske. Iako se elementi vokabulara Kraljevskog luka pojavljuju u slobodnozidarskoj literaturi već 1720-ih godina, prvi potvrđeni zapis o Kraljevskom luku potječe iz 1740-ih u Irskoj, tijekom procesije u Dublinu. Prema zapisima Lože br. 21, "Kraljevski luk" je 27. prosinca 1743. u Youghalu, Irska, u procesiji nosilo "dvoje izvrsnih slobodnih zidara". Najstariji poznati kapitel na svijetu je Kapitel kraljevskog luka "Stirling Rock" (Stirling Rock Royal Arch Chapter) br. 2 u Škotskoj, koji kontinuirano djeluje od 1743. godine.
Stupanj se također spominje s neodobravanjem u djelu irskog autora Fifielda D'Assignyja objavljenom u Dublinu 1744. godine. Bilješke u tom djelu ukazuju da se stupanj prakticirao u Dublinu, Londonu i Yorku te ga opisuje kao "organizirano tijelo ljudi koji su prošli dužnost" (tj. koji su služili kao starješine plavih loža).
Godine 1749. Velika loža Irske izdala je povelje ložama br. 190 i 198 za osnivanje "loža kraljevskog luka".
Iz Irske, Kraljevski luk širi se u Englesku, gdje postaje predmet rivalstva između dviju velikih loža tog razdoblja. Godine 1717. u Londonu je osnovana prva Velika loža Engleske s ciljem upravljanja simboličkim slobodnim zidarstvom u Engleskoj. Od 1751., njezino pravo na upravljanje osporava Drevna velika loža Engleske. Godine 1746., Laurence Dermott, kasnije veliki tajnik Drevne velike lože, primljen je u kapitel kraljevskog luka u Dublinu, koji je tada bio otvoren samo za one koji su prethodno služili kao starješine. Dermott je Kraljevski luk smatrao četvrtim simboličkim stupnjem. Pod njegovim utjecajem, Drevna velika loža je promovirala stupanj Kraljevskog luka u Engleskoj, dok ga je prva Velika loža dočekala s neprijateljstvom. Početkom 19. stoljeća, kad su se dvije velike lože približavale ujedinjenju, pitanje uloge i svrhe Kraljevskog luka postalo je ključno. Drevna velika loža je Kraljevski luk smatrala četvrtim stupnjem simboličkoga slobodnog zidarstva, sastavnim dijelom rituala, dok je prva Velika loža Engleske tvrdila da se simboličko slobodno zidarstvo sastoji isključivo od tri stupnja, a da je Kraljevski luk samo produžetak trećega (stupnja majstora), koji treba biti odvojen. Ujedinjenje 1813. godine i stvaranje Ujedinjene velike lože Engleske bilo je moguće tek nakon postignutog kompromisa. Prema dogovoru, Vrhovni red Svetog kraljevskog luka postao je priznat, ali je djelovao kao zaseban red, uz dopuštenje svim plavim ložama da izvode njegovu ceremoniju. U svojoj Konstituciji, Ujedinjena velika loža Engleske proglasila je: "...čisto drevno zidarstvo sastoji se od tri stupnja i nijednog više, i to: učenika, pomoznika i majstora, uključujući Vrhovni red Svetog kraljevskog luka." Godine 1823. Ujedinjena velika loža Engleske dopustila je majstorima da pristupe kapitelima Svetog kraljevskog luka bez prethodnog služenja kao starješine. U škotskom slobodnom zidarstvu, kandidat za Kraljevski luk mora prethodno steći i stupanj Majstora znaka, koji se, ako je potrebno, može dodijeliti unutar samog kapitela Kraljevskog luka.

#### Povijest u Sjedinjenim Američkim Državama
U Sjevernoj Americi, slobodni zidari su sve do kraja 18. stoljeća izvodili ceremonije Kraljevskog luka, zajedno s nekim drugim obredima koji su danas poznatiji kao dijelovi Reda Vitezova templara i Reda Crvenog križa cara Konstatina.
U saveznim državama Virginiji i Zapadnoj Virginiji ne postoji poseban koncil kripte; umjesto toga, kriptički stupnjevi dodjeljuju se unutar kapitela kraljevskog luka.
Loža "Fredericksburg" u Virginiji bilježi dodjelu stupnja Kraljevskog luka 22. prosinca 1753. godine. U Massachusettsu je zabilježen kapitel kraljevskog luka još 1769. godine, gdje je također prvi put dodijeljen stupanj Vitezova templara. Prema izvješću Povjerenstva za povijest i istraživanja, koje je imenovao Veliki kapitel Massachusettsa 1953. i 1954. godine, utvrđeno je da je Kapitel "Sv. Andrija" najstariji kapitel u zapadnoj hemisferi prema datumu službene konstitucije, održane 9. travnja 1769., iako zapisi sugeriraju da je kapitel bio aktivan i prije toga, možda već od 1762. godine. Izvješće također navodi da nije poznato je li Loža "Fredericksburg" dodjeljivala samo stupanj Kraljevskog luka ili cijeli niz stupnjeva.
S druge strane, savezna država Pennsylvania tvrdi da posjeduje najstariji aktivni kapitel kraljevskog luka na svijetu — Kapitel kraljevskog luka br. 3, s neprekinutim zapisnicima koji datiraju od 3. prosinca 1767. Ti zapisnici uključuju i odobrenje zapisnika s prethodnog sastanka, što ukazuje na još ranije aktivnosti. Ovaj kapitel je isprva djelovao pod okriljem Drevne velike lože Engleske i smatra se da je konstituiran oko 1758., iako taj datum nije konačno potvrđen. Trenutačno djeluje na temelju obnovljene povelje iz 1780. godine. Veliki kapitel Pennsylvanije tvrdi da je bio prvi veliki kapitul kraljevskog luka u Sjevernoj Americi, osnovan 23. studenoga 1795. od strane Velike lože Pennsylvanije. Prvi kapitel u južnim državama osnovan je kasnije, 1855. godine (primjerice u saveznoj državi Indiana), dok su sljedeći osnovani 1876. godine.
Nakon stjecanja neovisnosti američkih kolonija 1776. godine, slobodno zidarstvo u SAD-u ostalo je relativno malo pogođeno rivalstvom između prve Velike lože i Drevne velike lože u Engleskoj. Godine 1797., skupina slobodnih zidara Kraljevskog luka sastala se u Hartfordu s ciljem uspostavljanja nekog oblika upravljačkog tijela za stupnjeve koji su se prvenstveno dodjeljivali u državama Nove Engleske. Tako je nastao Veliki kapitel sjevernih država (Grand Chapter of the Northern States), koji je kasnije preustrojen u sustav pojedinačnih velikih kapitela po državama. Ovo tijelo kasnije je postalo poznato kao Međunarodni generalni veliki kapitel slobodnih zidara kraljevskog luka.
Dana 10. studenoga 2004. godine, Vrhovni veliki kapitel kraljevskog luka Engleske proglasio je Kraljevski luk posebnim, zasebnim stupnjem, premda ga je i dalje smatrao prirodnim nastavkom trećeg stupnja i završetkom "čistog, drevnog zidarstva", koje obuhvaća tri simbolička stupnja i stupanj kraljevskog luka. Nakon ove odluke iz 2004. godine, postoje značajne ritualne razlike između Kraljevskog luka kakav se prakticira u Engleskoj i onoga koji je dio Yorčkog obreda u Sjedinjenim Američkim Državama. Međutim, prijateljski odnosi među obrednim organizacijama ostali su nepromijenjeni.

#### Povijest u Kanadi
Kraljevski luk u Kanadi ima snažne veze s Ujedinjenim Kraljevstvom, budući da je Kanada članica Commonwealtha. Promjene iz 2004. godine u obredu Svetog kraljevskog luka koje su provedene u Ujedinjenom Kraljevstvu nisu nužno prenesene u Kanadu. U većini kanadskih kapitela stupanj Bivšeg majstora ne izvodi se redovito, uz tek nekoliko iznimaka.
Stupanj Svetog kraljevskog luka u Kanadi smatra se "dovršenjem stupnja majstora" u loži — formulacija preuzeta iz engleske tradicije, iako ju je Ujedinjena velika loža Engleske službeno napustila 2004. godine. Naslovi časnika u kanadskim kapitelima mogu se neznatno razlikovati od onih u drugim sustavima, a povijest kanadskih kapitela više je isprepletena s razvojem Britanskog Carstva, iz kojeg su u velikoj mjeri i nastali. Također postoje kapiteli koji su svoje povelje dobili iz Vrhovnog velikog kapitela Škotske, zbog čega u određenim aspektima odstupaju od engleske tradicije.
Nazivi triju glavnih prvostolnika (principala) također se razlikuju u odnosu na praksu u Sjedinjenim Američkim Državama. Treći prvostolnik naziva se "Jošua", pomoćnik Visokog svećenika koji je posvetio Drugi hram, i prikazuje se sa žezlom na kojem se nalazi Otvorena knjiga. Drugi prvostolnik personificira "Hagaja", proroka, i nosi žezlo ukrašeno Svevidećim okom. Prvi prvostolnik predstavlja "Zorobabela", kneza i vladara u Izraelu, i nosi žezlo sa krunom na vrhu.

## Administrativni ustroj

### Lokalni kapitel
Kapitel (Chapter) je u mnogočemu sličan plavoj loži; ima časnike i sustav ritualnih stupnjeva koji se u ovom slučaju sastoji od četiri stupnja: majstor znaka, bivši majstor, najuzvišeniji majstor i kraljevski luk. Međutim, za razliku od loža, naslovi časnika mijenjaju se ovisno o stupnju koji se dodjeljuje.
Sljedeći popis navodi časničke dužnosti u plavoj loži te njima odgovarajući ekvivalent u kapitelu kraljevskog luka prema stupnjevima:
| Plava loža        | Majstor znaka                        | Bivši majstor                     | Najuzvišeniji majstor             | Majstor kraljevskog luka                        |
| ----------------- | ------------------------------------ | --------------------------------- | --------------------------------- | ----------------------------------------------- |
| starješina        | starješina (Master)                  | starješina (Master)               | starješina (Master)               | prvosvećenik (High Priest)                      |
| stariji nadzornik | stariji nadzornik (Senior Warden)    | stariji nadzornik (Senior Warden) | stariji nadzornik (Senior Warden) | kralj (King)                                    |
| mlađi nadzornik   | mlađi nadzornik (Junior Warden)      | mlađi nadzornik (Junior Warden)   | nema                              | pisar (Scribe)                                  |
| tajnik            | tajnik (Secretary)                   | tajnik (Secretary)                | tajnik (Secretary)                | tajnik (Secretary)                              |
| rizničar          | rizničar (Treasurer)                 | rizničar (Treasurer)              | rizničar (Treasurer)              | rizničar (Treasurer)                            |
| kapelan           | kapelan (Chaplain)                   | kapelan (Chaplain)                | kapelan (Chaplain)                | kapelan (Chaplain)                              |
| maršal            | maršal (Marshal)                     | maršal (Marshal)                  | maršal (Marshal)                  | glavni putnik (Principal Sojourner)             |
| stariji đakon     | stariji đakon (Senior Deacon)        | stariji đakon (Senior Deacon)     | stariji đakon (Senior Deacon)     | zapovjednik straže (Captain of the Host)        |
| mlađi dakon       | mlađi dakon (Junior Deacon)          | mlađi dakon (Junior Deacon)       | mlađi dakon (Junior Deacon)       | kapetan kraljevskog luka (Royal Arch Captain)   |
| glavni stjuard    | glavni nadglednik (Master Overseer)  | nema                              | nema                              | majstor trećeg vela (Master of the Third Veil)  |
| stariji stjuard   | stariji nadglednik (Senior Overseer) | nema                              | nema                              | majstor drugog vela (Master of the Second Veil) |
| mlađi stjuard     | mlađi nadglednik (Junior Overseer)   | nema                              | nema                              | majstor prvog vela (Master of the First Veil)   |
| dvernik           | dvernik (Tyler)                      | dvernik (Tyler)                   | dvernik (Tyler)                   | dvernik (Sentinel)                              |

### Veliki kapitel
U Sjedinjenim Državama u svakoj saveznoj državi djeluje neovisni veliki kapitel (Grand Chapter) koji obavlja iste administrativne poslove za svoje podređene kapitele kao što velika loža radi za svoje podređene lože. U drugim državama postoje veliki kapiteli na nacionalnoj razini.
Veliki kapitel također ima svoje ekvivalente časnicima velike lože modificirane iz naslova časnika kapitela:
- veliki prvosvećenik (engl. Grand High Priest)
- zajmenik velikog prvosvećenika (Deputy Grand High Priest)
- veliki kralj (Grand King)
- veliki pisar (Grand Scribe)
- veliki tajnik (Grand Treasurer)
- veliki rizničar (Grand Secretary)
- veliki kapelan (Grand Chaplain)
- veliki zapovjednik straže (Grand Captain of the Host)
- veliki glavni putnik (Grand Principal Sojourner)
- veliki kapetan Kraljevskog luka (Grand Royal Arch Captain)
- veliki majstor trećeg vela (Grand Master of the Third Veil)
- veliki majstor drugog vela (Grand Master of the Second Veil)
- veliki majstor prvog vela (Grand Master of the First Veil)
- veliki dvernik (Grand Sentinel)

Veliki kapiteli također doprinose određenim dobrotvornim akcijama koje se razlikuju od države do države.

### Generalni veliki kapitel
Mnogi veliki kapiteli diljem svijeta članovi su krovne organizacije pod nazivom Međunarodni generalni veliki kapitel slobodnih zidara kraljevskog luka (engl. General Grand Chapter Royal Arch Mason International) osnovanog 24. listopada 1797. godine. Izdaje tromjesečni časopis nazvan Royal Arch Mason.

## Rasprostranjenost
Vidi još: Sveti kraljevski luk#Rasprostranjenost
Veliki kapiteli kraljevskog luka djeluju u više država diljem svijeta. Sve regularne nadležnosti prate svoje povijesno podrijetlo od Međunarodnog Generalnog velikog kapitela slobodnih zidara kraljevskog luka.
Veliki kapiteli kraljevskog luka djeluju na područjima nadležnosti sljedećih regularnih velikih loža temeljem potpisanih konkordata:
- Regularne velike lože u SAD-u → 51 veliki kapitel, po jedan uz svaku veliku ložu[46]
- Regularne velike lože u Kanadi → 9 velikih kapitela, po jedan uz svaku veliku ložu[h]
- Velika loža Škotske → Vrhovni veliki kapitel kraljevskog luka Škotske[56]
  -  Velika loža Češke
  -  Velika loža Bolivije
  -  Velika loža Gane
  -  Velika loža Tasmanije
  -  Ujedinjena velika loža Queenslanda
- Ujedinjene velike lože Njemačke → Vrhovni veliki kapitel slobodnih zidara kraljevskog luka Njemačke[57]
- Legalna/Regularna velika loža Portugala → Vrhovni veliki kapitel slobodnih zidara kraljevskog luka Portugala[58]
- Nacionalna velika loža Rumunjske → Vrhovni veliki kapitel slobodnih zidara kraljevskog luka Rumunjske[59]
- Nacionalna velika loža Grčke → Veliki kapitel slobodnih zidara kraljevskog luka Grčke[60]
- Veliki orijent Italije → Veliki kapitel slobodnih zidara kraljevskog luka Italije[61]
- Velika loža Austrije → Veliki kapitel Austrije[62]
- Velika loža Hrvatske → Veliki kapitel slobodnih zidara kraljevskog luka Hrvatske[63]
- Velika loža Slovenije → Veliki kapitel slobodnih zidara kraljevskog luka Slovenije
- Velika loža Bosne i Hercegovine → Veliki kapitel zidara kraljevskog luka Bosne i Hercegovine[64]
- Velika loža Cipra → Veliki kapitel slobodnih zidara kraljevskog luka Cipra
- Velika loža Albanije → Veliki kapitel slobodnih zidara kraljevskog luka Albanije
- Regularne velike lože u Meksiku → Veliki kapitel slobodnih zidara kraljevskog luka Sjedinjenih Meksičkih Država[65]
- Velika loža Paname → Veliki kapitel slobodnih zidara kraljevskog luka Paname[66]
- Velika loža Cuscatlana u Salvadoru →
- Velika loža Gvatemale →
- Velika loža Kostarike →
- Velika loža Ekvadora → Veliki kapitel slobodnih zidara kraljevskog luka Ekvadora[67]
- Regularne velike lože u Brazilu → Veliki kapitel slobodnih zidara kraljevskog luka Brazila[68]
- Simbolička velika loža Paragvaja → Veliki kapitel slobodnih zidara kraljevskog luka Yorčkog reda Paragvaja[69]
- Velika loža Republike Venezuele → Veliki kapitel Venezuele[70][71]
- Velika loža Perua → Veliki kapitel slobodnih zidara kraljevskog luka Perua[72]
- Velika loža Filipina → Veliki kapitel slobodnih zidara kraljevskog luka Filipina[73]
- Ujedinjena velika loža Queenslanda → Vrhovni veliki kapitel kraljevskog luka Queenslanda[74]
- Velika loža Zapadne Australije → Vrhovni veliki kapitel slobodnih zidara kraljevskog luka Zapadne Australije[75]
- Velika loža Novog Zelanda → Vrhovni veliki kapitel kraljevskog luka Novog Zelanda[76][77]
- Nacionalna velika loža Togoa → Veliki kapitel američkog kraljevskog luka Togoa[78]

Pored toga, veliki kapiteli kraljevskog luka djeluju na područjima nadležnosti sljedećih liberalnih velikih loža temeljem potpisanih konkordata:
- Veliki orijent Francuske → Vrhovni veliki kapitel drevne masonerije Yorka, znaka i kraljevskog luka pri Velikom orijentu Francuske[79]
- Francuska nacionalna loža → Vrhovni veliki kaptol Francuske slobodnih zidara znaka i kraljevskog luka[80]